# Sericanthe odoratissima
Sericanthe odoratissima là một loài thực vật có hoa trong họ Thiến thảo. Loài này được (K.Schum.) Robbr. miêu tả khoa học đầu tiên năm 1978.